# Indoribates ulykpani
Indoribates ulykpani är en kvalsterart som först beskrevs av Bayartogtokh och Aoki 1998.  Indoribates ulykpani ingår i släktet Indoribates och familjen Haplozetidae. Inga underarter finns listade i Catalogue of Life.